# Un eroe borghese
Un eroe borghese è un film del 1995, diretto da Michele Placido, tratto dal romanzo omonimo di Corrado Stajano che narra la drammatica storia vera di Giorgio Ambrosoli.

## Trama
Il film si svolge a Milano negli anni settanta e racconta la vicenda dell'avvocato Giorgio Ambrosoli e delle sue indagini sulle attività finanziarie illecite del banchiere siciliano Michele Sindona, delle cui banche era stato nominato commissario liquidatore. Nel 1974, l'avvocato Giorgio Ambrosoli viene nominato commissario liquidatore della Banca Privata Italiana: quarantenne, uomo corretto, onesto ed innamorato della moglie Annalori e dei tre figli - Filippo, Francesca, Umberto - si mette al lavoro, mentre all'esterno clienti e depositanti tumultano per i loro conti. Lavoratore indefesso, Ambrosoli non sa ancora in quale groviglio di misteri si trova e quale sfida si è assunto: la Banca, con sede a Milano, è infatti del siciliano Michele Sindona, ultrapotente finanziere. La "mappa" delle banche e delle società che possiede è fittissima, in Italia e fuori confine.
Sindona è fuggito a New York e dall'Hotel Pierre dà i suoi ordini: la mafia lo sostiene e quantità enormi di danaro escono dall'Italia, o vi rientrano in oscure operazioni di riciclaggio, o si diffondono come una metastasi nel grande impero siciliano, che ha intessuto stretti rapporti non solo con altri uomini di finanza, ma con politici e industriali. Ambrosoli è aiutato da Silvio Novembre, maresciallo della Guardia di Finanza, che da collaboratore gli diventa amico, mentre l'ambiente interno dell'istituto bancario osteggia il liquidatore e la stessa Banca d'Italia non sembra offrirgli tutto l'appoggio necessario. Quando vengono scoperte malefatte, giri tortuosi, società fasulle e difetti di documentazione per operazioni di enormi proporzioni, Sindona, furioso, passa all'attacco. Ci saranno citazioni a carico di Ambrosoli, minacce telefoniche e blandizie varie, ma l'avvocato non cede: presenta la sua relazione, che è un vero e proprio atto d'accusa, egli si rifiuta di modificarne le conclusioni, perché - onesto com'è - gli appare mostruoso ed intollerabile che lo Stato debba intervenire con erogazioni a proprio carico. Intanto sono in circolazione i nomi di esponenti politici al vertice, come corrotti o protettori di Sindona che ha agganci dovunque.
La stessa vita familiare di Ambrosoli è diventata più che faticosa: sua moglie è allarmata, i bambini non vedono più il padre, che per fortuna ha trovato in Novembre un collaboratore onesto e tenace. Dopo che è stato invitato, nel 1978, a deporre davanti al Gran Giurì di New York, rientrando a Milano Ambrosoli ha ormai dietro di sé l'odio mortale di Sindona, la cui posizione giudiziaria negli Stati Uniti è compromessa. La stessa mafia abbandona al suo destino il finanziere, che dà l'ordine di eliminare l'avvocato milanese. Rinnovate minacce telefoniche non impediscono ad Ambrosoli di assolvere al suo compito. Rientrando una sera a casa (tra l'altro non gli è stata mai data una scorta), mentre i suoi familiari si trovano sul lago di Como, Joseph Aricò, sicario italo-americano, lo uccide con quattro colpi di rivoltella.

## Riconoscimenti
- 1995 – David di Donatello
  - Miglior produttore a Pietro Valsecchi
  - David speciale a Michele Placido

- 1995 – Efebo d'oro
  - Vinto